# Samodzielny Korpus Litewski

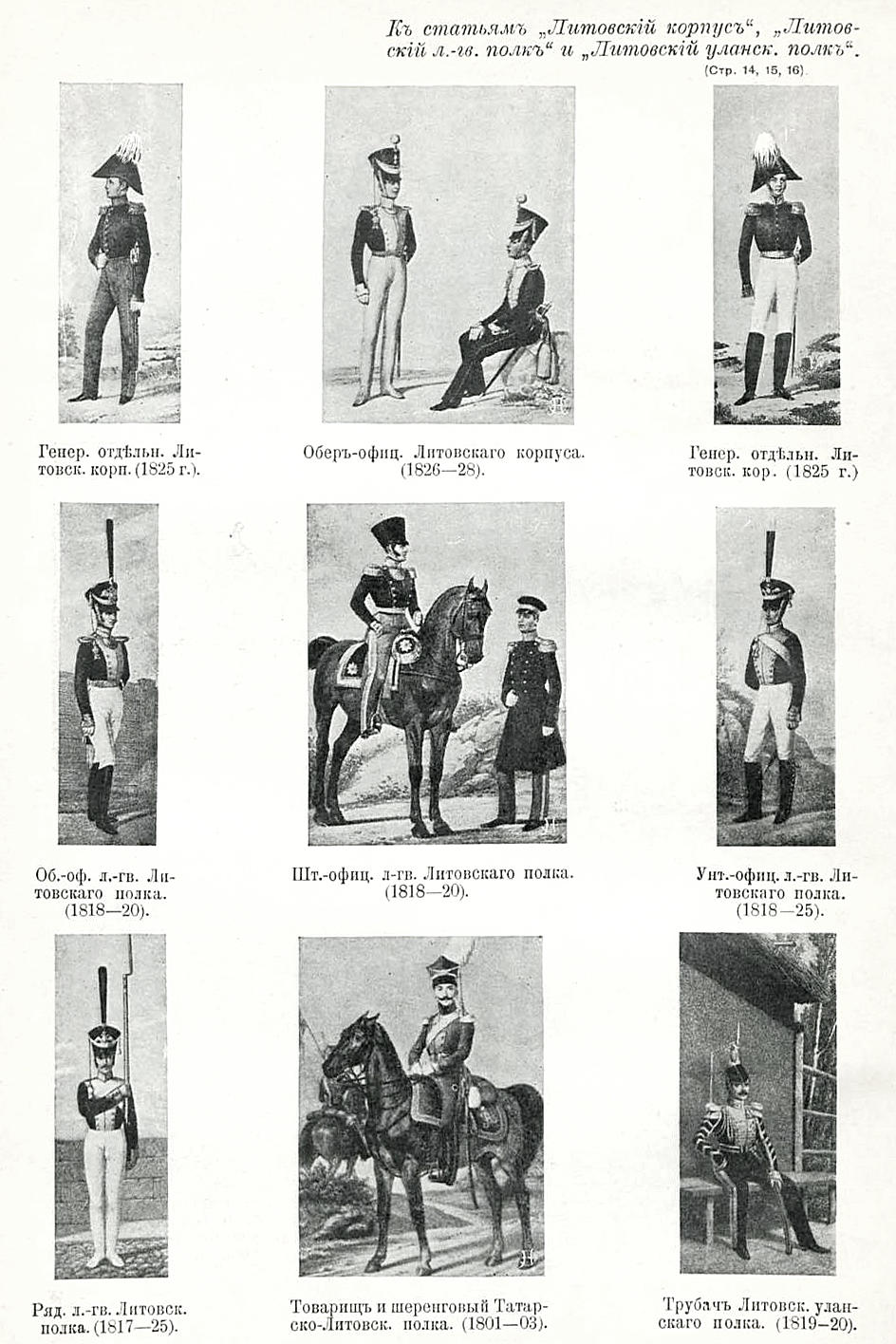
Mundury oficerów i żołnierzy Samodzielnego Korpusu litewskiego, w tym Litewskiego Pułku Lejbgwardii

Samodzielny Korpus Litewski (Korpus Litewski, ros. Литовский отдельный корпус, Oddzielny Korpus Litewski) – korpus Armii Imperium Rosyjskiego utworzony w 1817 r., przemianowany na 6 Korpus Armijny po wojnie rosyjsko-tureckiej 1828/29. Specyfiką korpusu było to, że służyli w nim w większości rdzenni mieszkańcy Ziem Zabranych.

## Historia jednostki
Korpus powstał na fali liberalnej polityki cara Aleksandra I jako jeden z szeregu przyjaznych wobec Polaków gestów, które miały pobudzać ich nadzieje na powiększenie Królestwa Kongresowego o ziemie guberni zachodnich. Na mocy ukazu z 17 lipca 1817 r. powołano osobny Korpus Litewski, który od 1819 r. wraz z rosyjskim korpusem rezerwowym gwardii i Wojskiem Polskim znajdował się pod wspólną komendą wielkiego księcia Konstantego.
Rekrutów (Polaków, Litwinów, Rusinów) do korpusu powoływano wyłącznie z guberni wileńskiej, grodzieńskiej, mińskiej, obwodu białostockiego, guberni wołyńskiej i podolskiej.
Część personelu Korpusu Litewskiego związana była z ruchem dekabrystów. W styczniu 1826 r. oficerowie i żołnierze stacjonującego w Brańsku batalionu saperów odmówili złożenia przysięgi na wierność carowi Mikołajowi I. Bunt został stłumiony, a przywódcy skazani na karę śmierci, którą zamieniono na zesłanie na Syberię.
Za panowaniu Mikołaja I korpus został poddany intensywnej rusyfikacji. W 1827 r. jego bezpośrednim dowódcą mianowano gen. Grigorija Rosena, a w 1829 r. zmieniono nazwę jednostki na 6 Korpus Armijny.
W okresie powstania listopadowego pojawiły się propozycje przeciągnięcia żołnierzy korpusu na stronę powstańców. Jednak Józef Chłopicki i Rada Administracyjna celowo zrezygnowali z tego pomysłu. W konsekwencji pod dowództwem Rosena jednostka uczestniczyła w tłumieniu powstania, walcząc m.in. pod Wawrem, Dębem Wielkim i Iganiami.
Po stłumieniu powstania 6 korpus rozwiązano.

## Skład
W skład korpusu wchodziły ówczesne 18 i 27 Dywizje Piechoty, 29 Brygada Artylerii oraz pułki lejbgwardii: Litewski, Wołyński (Волынский лейб-гвардии полк), Podolski Pułk Kirasjerów (лейб-гвардии Подольский кирасирский полк), Pułk Ułanów Jego Wysokości (уланский цесаревича Константина Павловича) i Grodzieński Pułk Huzarów. Według Wacława Tokarza korpus składał się z 24 i 25 Dywizji Piechoty, brygady grenadierów litewskich, litewskiej brygady artylerii i dywizji ułanów. Wraz ze swoją gwardią liczył 17 pułków piechoty, 7 pułków jazdy i 11 baterii artylerii.

## Dowódcy
- wielki książę Konstanty Pawłowicz Romanow (od 1817)
- generał piechoty Grigorij Rosen (od 1827)

## Umundurowanie
Oddzielny Korpus Litewski został umundurowany na wzór Wojska Polskiego w Kongresówce. Na sztandarze umieszczono dwugłowego srebrnego orła z Pogonią na piersiach. Wyróżnikiem żołnierzy korpusu były srebrny kolor oporządzenie i żółte wyłogi, kołnierze, wypustki.